# Goya à Bordeaux
Pour plus de détails, voir Fiche technique et Distribution.
Goya (titre français), Goya à Bordeaux (titre en Belgique francophone) (Goya en Burdeos) est un film hispano-italien réalisé par Carlos Saura et sorti en 1999.

## Synopsis
Goya, vieux et malade, vit en exil à Bordeaux. Il se remémore ses amours passées et ses relations avec le pouvoir et l'Inquisition…

## Fiche technique
- Titre original : Goya en Burdeos
- Titre français : Goya
- Titre belge : Goya à Bordeaux
- Réalisation : Carlos Saura
- Scénario : Carlos Saura
- Dialogues : Luigi Scattini
- Direction artistique : Pierre-Louis Thévenet
- Décors : Luis Ramírez
- Costumes : Pedro Moreno
- Photographie : Vittorio Storaro
- Son : Carlos Faruolo, José Vinader
- Montage : Julia Juaniz
- Musique : Roque Baños
- Production : Andrés Vicente Gómez
- Production exécutive : Carmen Martinez
- Coproduction : Fulvio Lucisano
- Société de production : 
  -  Lolafilms, Vía Digital, Televisión Española
  -  Italian International Film, Radiotelevisione Italiana
- Société de distribution :  France Artedis
- Pays d’origine :  Espagne,  Italie
- Langue originale : espagnol, français
- Format : couleur — 35 mm — 2,00:1 —  son Dolby
- Genre : Biographie
- Durée : 100 minutes
- Dates de sortie : 
  -  Canada : 4 septembre 1999 (Festival de Montréal)
  -  Espagne : 12 novembre 1999
  -  France : 28 novembre 2001
  -  Belgique : 26 décembre 2001

## Distribution
- José Coronado : Goya jeune
- Dafne Fernández : Rosario
- Maribel Verdú : Duchesse d'Albe
- Eulalia Ramón : Leocadia
- Joaquín Climent : Moratín
- Cristina Espinosa : Pepita Tudó
- José María Pou : Godoy
- Saturnino García :  le prêtre
- Carlos Hipólito : Juan Valdés
- Francisco Rabal : Goya âgé

## Autour du film
« Goya a toujours été mon peintre favori. Pour mieux le connaître, j'ai lu des livres et étudié ses peintures, dessins et gravures. J'ai longuement discuté avec mon frère Antonio, peintre lui aussi et expert en la matière, et surtout, je me suis laissé emporter par l'inspiration... 
 
 Goya, c'est un film argumentaire. J'ai essayé de donner ma propre vision de Goya, réfugié à Bordeaux dans ses dernières années quand il vivait avec son amie et maîtresse, Leocadia Zorilla –qui était beaucoup plus jeune que lui- et avec sa fille Rosarito âgée de 12 ans. J'essaie de raconter ce qu'il était et ce qu'il pensait, ce qu'il faisait à 80 ans dans son exil bordelais : ses passions, ses affections, ses haines, ses hallucinations, ses rêves, ses monstres... Tout lui, dans un monde où l'imaginaire côtoie le quotidien. »

— Interview de Carlos Saura publiée le 14 novembre 2001